# Yezi
Dans ce nom coréen, le nom de famille, Lee, précède le nom personnel.
Lee Ye-ji (coréen : 이예지; née le 26 août 1994,) mieux connue sous son nom de scène Yezi (coréen : 예지), est une rappeuse, chanteuse et danseuse sud-coréenne, ancienne membre du girl group sud-coréen Fiestar. Elle sort son premier single solo nommé Foresight Dream le 28 janvier 2016.

## Discographie

### Maxi single
| Titre                                                                              | Détails de l'album | Meilleures positions | Ventes                |
| Titre                                                                              | Détails de l'album | COR                  | Ventes                |
| ---------------------------------------------------------------------------------- | --- | -------------------- | --------------------- |
| Foresight Dream                                                                    | - Date de sortie : 28 janvier 2016 - Label : LOEN Entertainment - Formats : CD, téléchargement numérique 1. Cider 2. The Lunar World 3. Sse Sse Sse (feat. Gilme, KittiB , Ahn Soo-min) 4. Crazy Dog (feat. San E) 5. Cider (Inst.) | 19                   | - COR : plus de 1 002 |
| "—" signifie que l'album ne s'est pas classé ou n'est pas sorti dans cette région. | |                      |                       |

### Singles
| "Such a Woman" (Zia featuring Yezi)                                                   | 2014 | —  | After 11 Days                  |
| "Don't Stop" (Unpretty Rapstar 2)                                                     | 2015 | 17 | Unpretty Rapstar 2 Compilation |
| "Solo (Remix)" (featuring Jay Park et Loco)                                           | 2015 | 16 | Unpretty Rapstar 2 Compilation |
| "Listen Up" (featuring Hanhae)                                                        | 2015 | 27 | Unpretty Rapstar 2 Compilation |
| "Crazy Dog" (featuring San E)                                                         | 2015 | 45 | Foresight Dream                |
| "Cider"                                                                               | 2016 | 50 | Foresight Dream                |
| "Chase" (featuring Babylon)                                                           | 2016 |    | Pas de sortie d'album          |
| "—" signifie que le morceau ne s'est pas classé ou n'est pas sorti dans cette région. |      |    |                                |